# Мохамед Алі-Аєд
Мохамед Алі-Аєд (араб. Mohammed Ali Ayed, нар. 13 жовтня 1990, Дубай) — еміратський футболіст, захисник клубу «Аль-Джазіра».
Виступав, зокрема, за клуби «Аль-Айн» та «Аль-Шабаб» (Дубай), а також національну збірну ОАЕ.

## Клубна кар'єра
Народився 13 жовтня 1990 року в місті Дубай. Вихованець «Аль-Айна». У дорослому футболі дебютував 2009 року виступами за цю ж команду, в якій провів чотири сезони, взявши участь у 3 матчах чемпіонату. За цей час виборов титул володаря Кубка ОАЕ.
Своєю грою за цю команду привернув увагу представників тренерського штабу клубу «Аль-Шабаб» (Дубай), до складу якого приєднався 2013 року. Відіграв за дубайську команду наступні чотири сезони своєї ігрової кар'єри.
До складу клубу «Аль-Джазіра» приєднався 2017 року. Станом на 4 грудня 2017 відіграв за команду з Абу-Дабі 1 матч в національному чемпіонаті.

## Виступи за збірну
28 серпня 2015 року зіграв один матч у складі національної збірної ОАЕ в товариській грі з М'янмою (1:0).

## Титули і досягнення
- Володар Кубка ліги ОАЕ (2):

«Аль-Айн»: 2009–10
«Ан-Наср»: 2019–20
- Клубний чемпіон Перської затоки (1):

«Аль-Шабаб» (Дубай): 2015
- Володар Суперкубка ОАЕ (1):

«Аль-Айн»: 2012
- Чемпіон ОАЕ (2):

«Аль-Айн»: 2011–12, 2012–13